# Gianfar
Gianfar o Giuasar (λ Draconis / λ Dra / 1 Draconis) es una estrella de la constelación de Draco, el dragón, de magnitud +3,84. Se encuentra a 355 años luz de distancia del sistema solar.

## Nombre
El nombre de λ Draconis en sus diversas acepciones —Gianfar, Giansar o Giauzar— puede tener distintos orígenes: de Al Jauzā, —una pequeña estrella próxima—, de Al Jauzah, «la Central», por su localización a mitad de camino entre las estrellas que apuntan al polo norte celeste y la propia estrella polar, o del persa Ghāuzar, «el Lugar de Veneno», en referencia a los puntos en los que la Luna se interseca con la eclíptica.
Otro nombre utilizado es Juza.
En la astronomía china esta estrella era conocida como Sang Poo o Shaou Poo.

## Características
Gianfar es una gigante roja de tipo espectral M0III con una temperatura de 3525 K y una luminosidad 1870 veces mayor que la del Sol. Los datos de temperatura y luminosidad conducen a un diámetro de 0,55 UA, que no coincide con el valor de 0,37 UA obtenido a partir de la medida directa de su diámetro angular (0,0073 segundos de arco).
Gianfar es, además, una estrella variable semirregular, cuya magnitud varía entre +3,78 y +3,86. Parece que se encuentra en la rama asintótica gigante, una fase en su evolución estelar en donde está brillando como una estrella gigante por segunda vez. Con un núcleo inerte de carbono, la estrella empezará a pulsar con más fuerza mientras se prepara para arrojar sus capas exteriores y convertirse en una enana blanca.